# 15e étape du Tour de France 1919
Pour un article plus général, voir Tour de France 1919.
La 15e étape du Tour de France 1919 s'est déroulée le 27 juillet.
Pour cette dernière étape, les coureurs relient Dunkerque (Nord) à Paris, au terme d'un parcours de 340 kilomètres.
Le Français Jean Alavoine remporte sa cinquième victoire d'étape tandis que le Belge Firmin Lambot conserve la tête du classement général et remporte sa première grande victoire et le premier de ses deux succès dans l'épreuve, Jean Alavoine et son compatriote Eugène Christophe complètent le podium.

## Parcours
Cette dernière étape est plate dans sa première partie puis légèrement vallonnée dans sa seconde. Les coureurs partent depuis le quai Saint-Omer, le long du canal de Bourbourg à Dunkerque puis rejoignent Bourbourg, Gravelines, Calais, Sangatte, Wissant, Boulogne-sur-Mer, Nesles, Étaples, Montreuil-sur-Mer, Nampont-Saint-Martin, Abbeville, Airaines, Poix, Granvilliers (point culminant du parcours), Marseille-le-Petit, Beauvais, Villeneuve-le-Roi, Grisy-les-Plâtres, Boissy-l'Aillerie, Poissy, Saint-Germain-en-Laye, Vaucresson. La course achève son parcours dans le 16e arrondissement de  Paris au Parc des Princes.

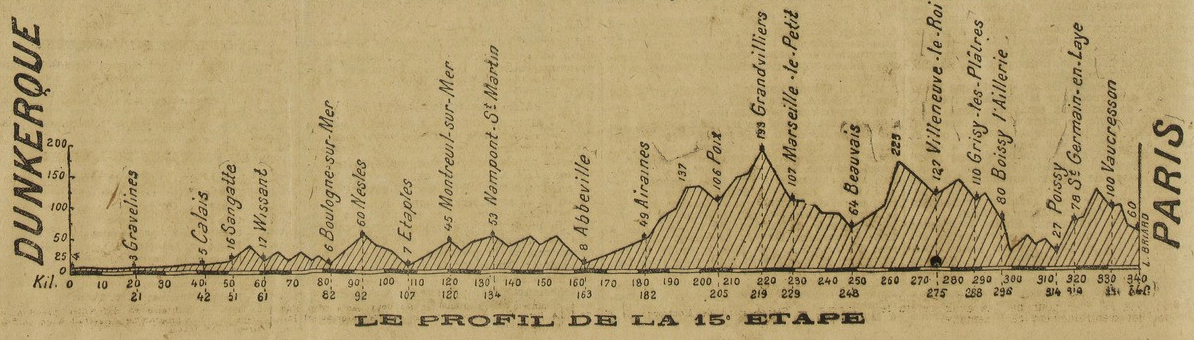
Le profil de la 15e étape paru dans L'Auto

## Déroulement de la course

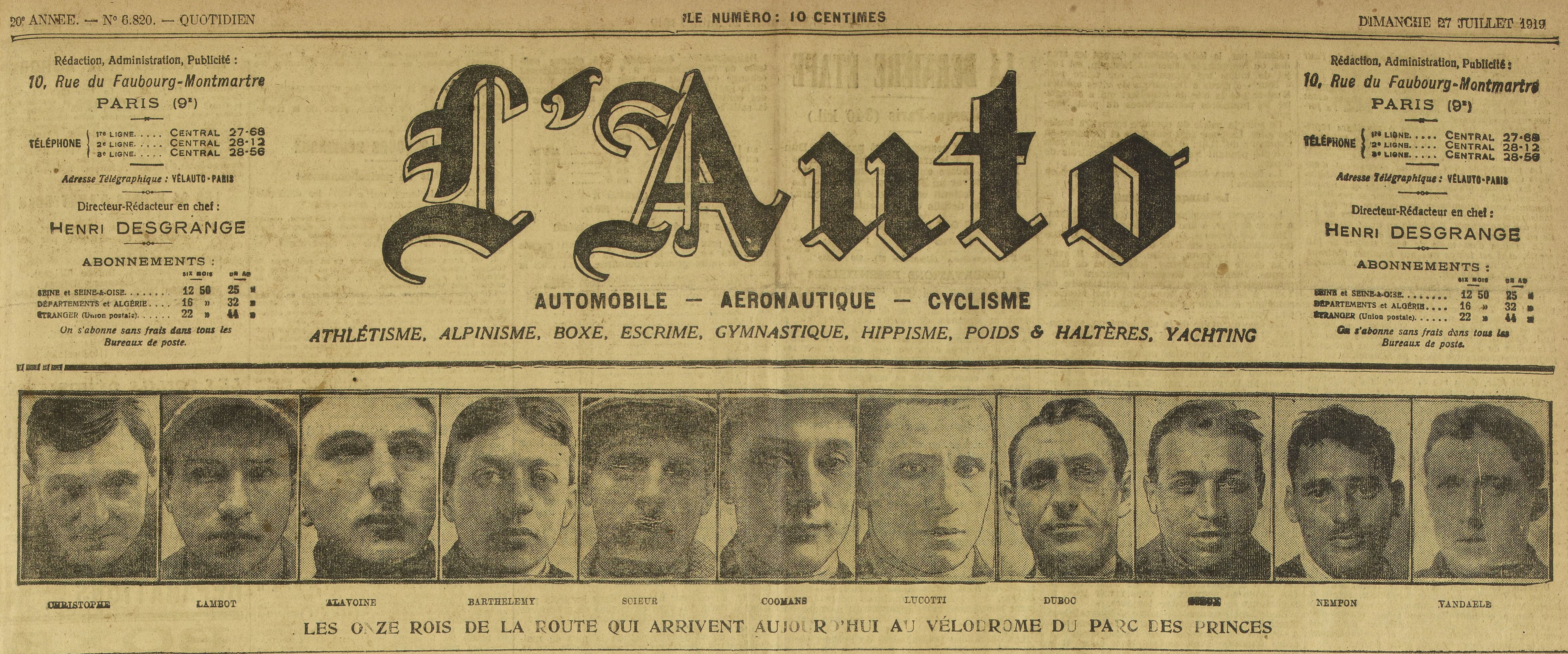
Les portraits des onze rescapés de la course s'affichent à la une du journal L'Auto, le 27 juillet 1919

Le départ est donné à deux heures du matin après l'émargement de la feuille de course au café des Arcades à Dunkerque.

## Classements

### Classement de l'étape
Le Français Paul Duboc est mis hors course après la seconde réunion des commissaires de course qui s'est tenue le 11 août 1919 pour être monté dans une voiture entre Étaples et Montreuil-sur-Mer pour trouver plus rapidement de l'aide et réparer son axe de pédalier cassé.
| \| Classement de l'étape \| Classement de l'étape \| Classement de l'étape \| Classement de l'étape \| Classement de l'étape \| \| Coureur \| Coureur \| Pays \| Équipe \| Temps \| \| --------------------- \| --------------------- \| --------------------- \| --------------------- \| --------------------- \| \| 1er \| Jean Alavoine \| France \| Peugeot-Wolber \| 15 h 00 min 54 s \| \| 2e \| Luigi Lucotti \| Italie \| Bianchi \| \| \| 3e \| Honoré Barthélémy \| France \| La Sportive \| \| \| 4e \| Léon Scieur \| Belgique \| La Sportive \| \| \| 5e \| Jacques Coomans \| Belgique \| La Sportive \| \| \| 6e \| Jules Nempon \| France \| \| \| \| 7e \| Firmin Lambot \| Belgique \| La Sportive \| \| \| 8e \| Joseph Van Daele \| Belgique \| La Sportive \| \| \| 9e \| Alfred Steux \| Belgique \| La Sportive \| \| \| 10e \| Paul Duboc \| France \| \| DQ \| |                   |          |                |                  |
| |                   |          |                |                  |
| |                   |          |                |                  |
| Classement de l'étape |                   |          |                |                  |
| Coureur | Coureur           | Pays     | Équipe         | Temps            |
| 1er | Jean Alavoine     | France   | Peugeot-Wolber | 15 h 00 min 54 s |
| 2e | Luigi Lucotti     | Italie   | Bianchi        |                  |
| 3e | Honoré Barthélémy | France   | La Sportive    |                  |
| 4e | Léon Scieur       | Belgique | La Sportive    |                  |
| 5e | Jacques Coomans   | Belgique | La Sportive    |                  |
| 6e | Jules Nempon      | France   |                |                  |
| 7e | Firmin Lambot     | Belgique | La Sportive    |                  |
| 8e | Joseph Van Daele  | Belgique | La Sportive    |                  |
| 9e | Alfred Steux      | Belgique | La Sportive    |                  |
| 10e | Paul Duboc        | France   |                | DQ               |

### Classement général
| \| Classement général \| Classement général \| Classement général \| Classement général \| Classement général \| \| Coureur \| Coureur \| Pays \| Équipe \| Temps \| \| ------------------ \| ------------------ \| ------------------ \| ------------------ \| ------------------ \| \| 1er \| Firmin Lambot \| Belgique \| La Sportive \| 231 h 07 min 15 s \| \| 2e \| Jean Alavoine \| France \| Peugeot-Wolber \| + 1 h 42 min 54 s \| \| 3e \| Eugène Christophe \| France \| \| + 2 h 26 min 31 s \| \| 4e \| Léon Scieur \| Belgique \| La Sportive \| + 2 h 52 min 15 s \| \| 5e \| Honoré Barthélémy \| France \| La Sportive \| + 4 h 14 min 22 s \| \| 6e \| Jacques Coomans \| Belgique \| La Sportive \| + 15 h 11 min 34 s \| \| 7e \| Luigi Lucotti \| Italie \| Bianchi \| + 16 h 01 min 12 s \| \| 8e \| Paul Duboc \| France \| \| DQ \| \| 9e \| Joseph Van Daele \| Belgique \| La Sportive \| + 18 h 23 min 02 s \| \| 10e \| Alfred Steux \| Belgique \| La Sportive \| + 20 h 29 min 01 s \| |                   |          |                |                    |
| |                   |          |                |                    |
| |                   |          |                |                    |
| Classement général |                   |          |                |                    |
| Coureur | Coureur           | Pays     | Équipe         | Temps              |
| 1er | Firmin Lambot     | Belgique | La Sportive    | 231 h 07 min 15 s  |
| 2e | Jean Alavoine     | France   | Peugeot-Wolber | + 1 h 42 min 54 s  |
| 3e | Eugène Christophe | France   |                | + 2 h 26 min 31 s  |
| 4e | Léon Scieur       | Belgique | La Sportive    | + 2 h 52 min 15 s  |
| 5e | Honoré Barthélémy | France   | La Sportive    | + 4 h 14 min 22 s  |
| 6e | Jacques Coomans   | Belgique | La Sportive    | + 15 h 11 min 34 s |
| 7e | Luigi Lucotti     | Italie   | Bianchi        | + 16 h 01 min 12 s |
| 8e | Paul Duboc        | France   |                | DQ                 |
| 9e | Joseph Van Daele  | Belgique | La Sportive    | + 18 h 23 min 02 s |
| 10e | Alfred Steux      | Belgique | La Sportive    | + 20 h 29 min 01 s |